# Pfarrkirche Grafenschlag

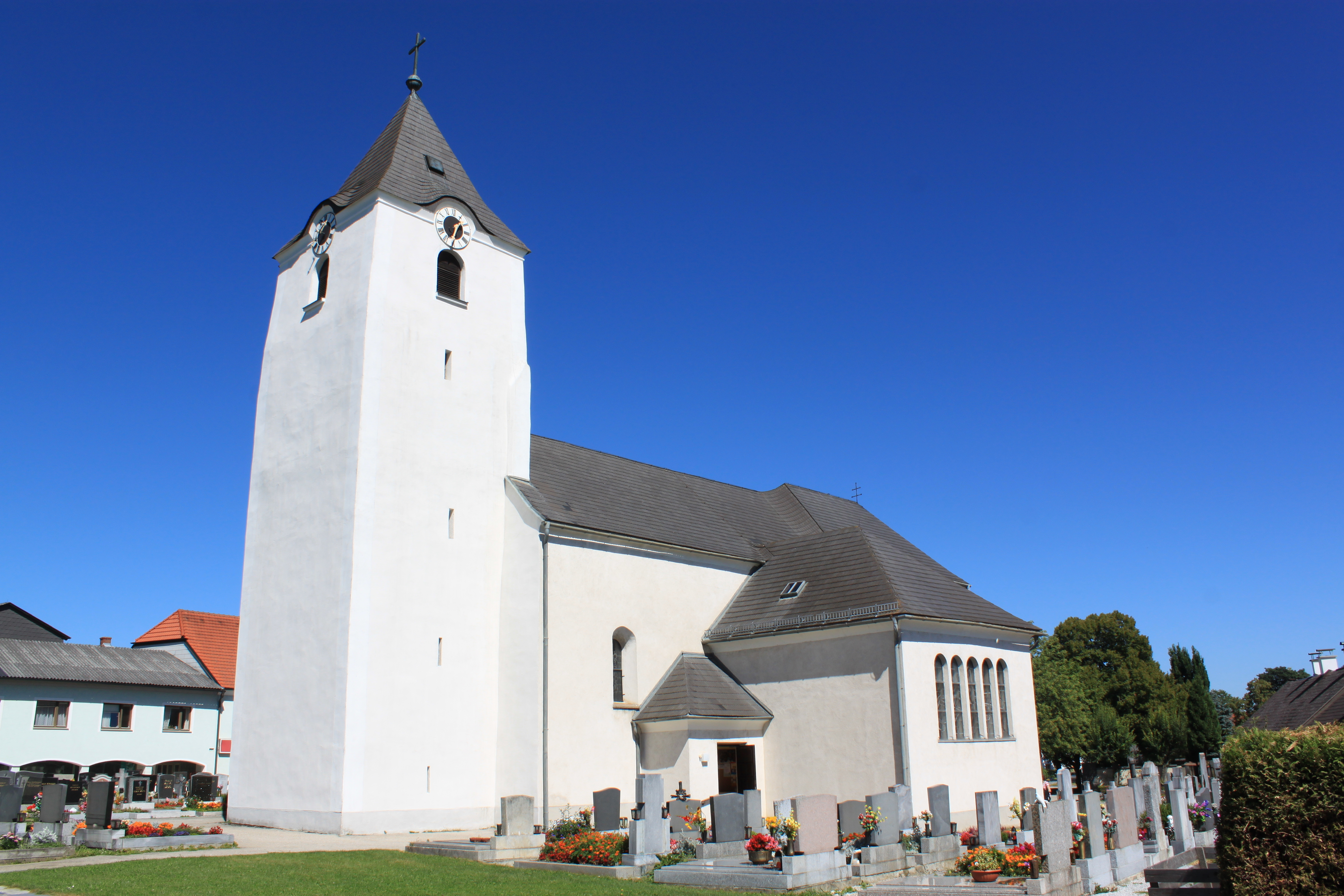
Katholische Pfarrkirche hl. Martin in Grafenschlag

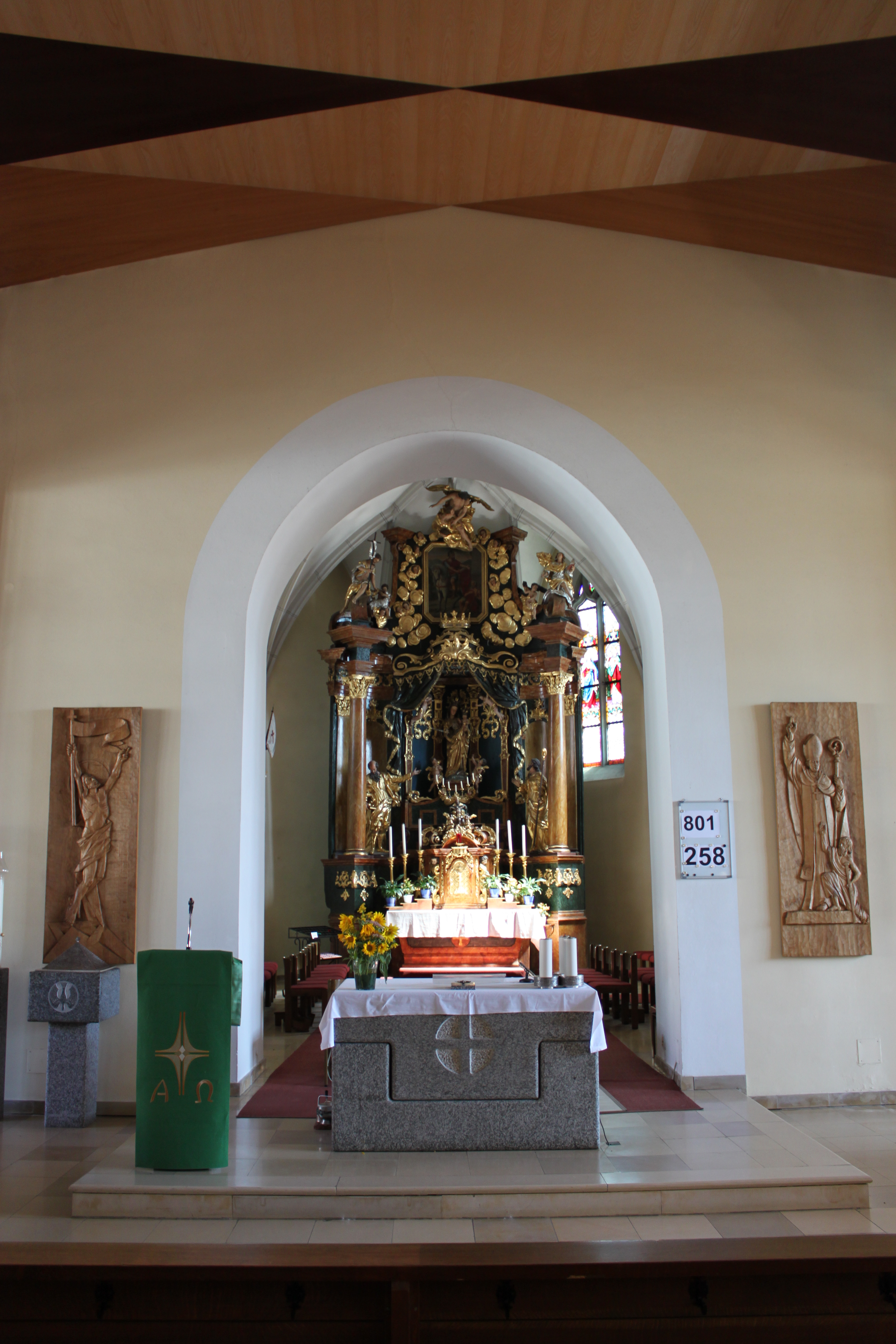
Im Langhaus der Moderne zum spätgotischen Chor

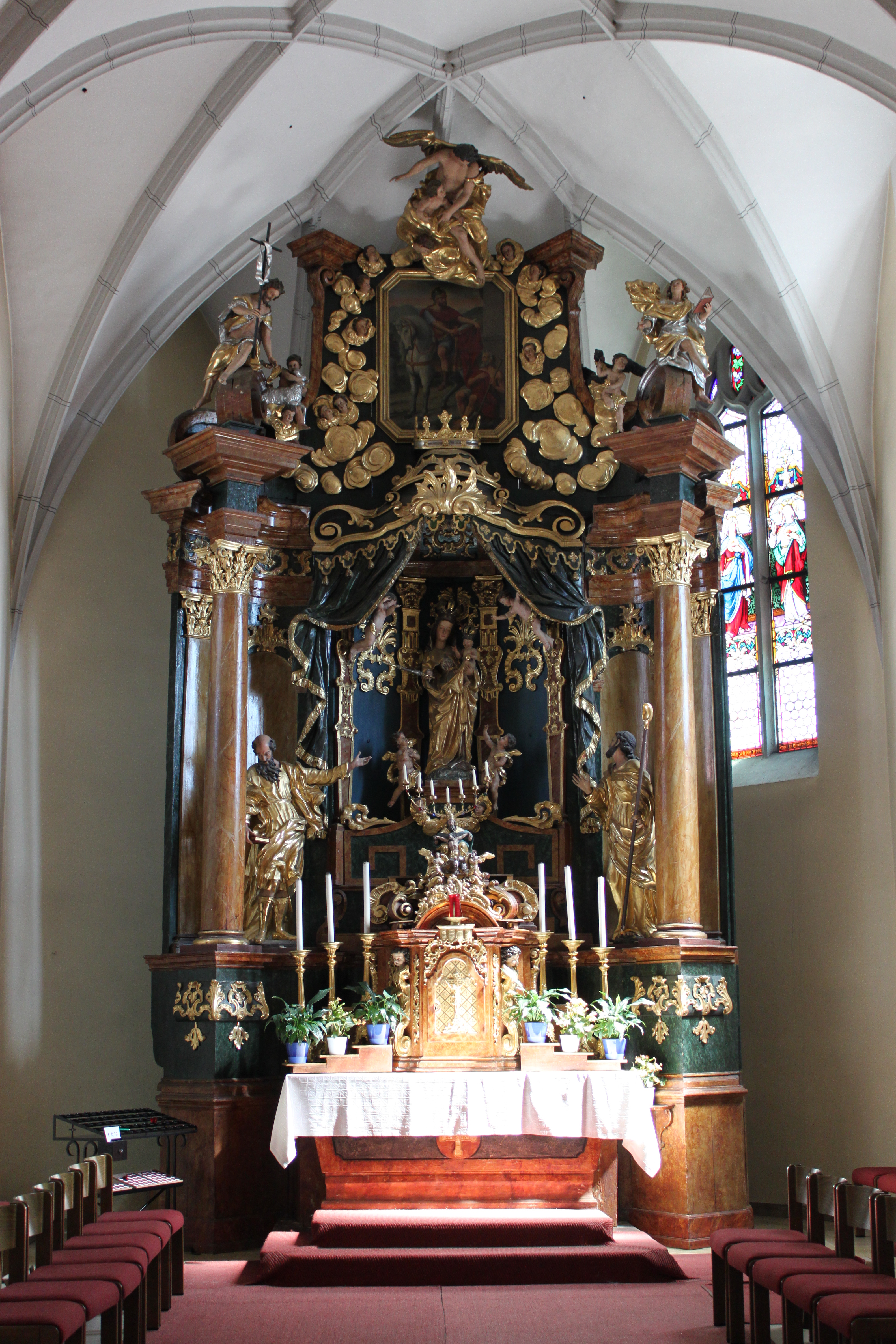
Barocker Hochaltar mit spätgotischer Madonna

Die römisch-katholische Pfarrkirche Grafenschlag steht an der Westseite des Marktplatzes in der Marktgemeinde Grafenschlag im Bezirk Zwettl in Niederösterreich. Die dem heiligen Martin von Tours geweihte Pfarrkirche gehört zum Dekanat Zwettl der Diözese St. Pölten. Die Kirche steht unter Denkmalschutz.

## Geschichte
Eine Pfarre wurde für die zweite Hälfte des 12. Jahrhunderts angenommen. Der ursprüngliche Bau ist spätgotisch. Der Chor wurde 1478 abgebrochen und neu gebaut, 1490 wird die Kirche als „dem heiligen Martin geweiht“ genannt. 1776 brannte die Kirche samt dem Turm nach Blitzschlag ab, erst 1778 erhielt der Turm ein neues Glockengeschoß und 1912 dann einen Pyramidenhelm. 1786/87 erhielt die Kirche einen Altar aus dem aufgehobenen Dominikanerstift in Tulln sowie eine Orgel aus der Nikolauskapelle bei der Kartause Aggsbach. 1847 wird das bis dahin aus Schindeln gedeckte Dach mit Blech gedeckt. Die Sakristei und die Vorhalle sind aus dem 19. Jahrhundert. 1976 bis 1977 wird die Pfarrkirche generalrestauriert und ein neues Langhaus gebaut.

## Architektur
Der vorgestellte Westturm ist im Kern mittelalterlich mit einem Glockengeschoß aus 1776 und einem Pyramidenhelm aus 1912. Der Langhausneubau hat ein Walmdach und seitlich Rundbogenfenster. Der Chor hat einen Dreiseitschluss und im Norden Strebepfeiler und zweiteilige Maßwerkfenster.
Der spätgotische zweijochige Chor ist leicht erhöht und schließt dreiseitig und hat ein Netzrippengewölbe. Das Langhaus ist ein schlichter ungegliederter Saalraum mit einer Orgelempore. Die nördliche Sakristei hat ein Tonnengewölbe. Die südliche Vorhalle birgt ein spätgotisches Schulterbogenportal.
Die Glasfenster Herz Jesu und Herz Mariae sind mit 1899 bezeichnet, hl. Barbara mit 1926, das Chorostfenster mit 1955.

## Ausstattung
Der Hochaltar ist ein barockes Säulenretabel aus der Mitte des 18. Jahrhunderts und wurde 1786 aus dem Dominikanerkloster Tulln hierher übertragen und 1977 restauriert. Der Aufbau mit einem Volutenaufsatz und einem Baldachin trägt einen bemerkenswerte spätgotische Madonnenfigur aus dem zweiten Viertel des 15. Jahrhunderts mit einer barocken Krone und Fassung und die barocken Seitenfiguren Joachim und Josef, zeigt im Oberbild Martin mit den seitlichen Figuren Johannes der Täufer und Johannes Evangelist.
Die Orgel baute Bruno Riedl.